# Eupithecia actaeata
Eupithecia actaeata, zuweilen auch als Christophskraut-Blütenspanner bezeichnet, ist ein Schmetterling (Nachtfalter) aus der Familie der Spanner (Geometridae).

## Merkmale

### Falter
Die Falter erreichen eine Flügelspannweite von 19 bis 24 Millimetern. Die Vorderflügel schimmern in der Regel in einer graubraunen Grundfarbe mit teilweise undeutlichen gewellten Linien, die sich auf den Hinterflügeln abgeschwächt fortsetzen. Sie besitzen einen deutlichen, meist gestreckten schwarzen Diskalfleck und haben nahe dem Thomus einen auffälligen hellen Fleck. Auf den Hinterflügeln befindet sich ein schwach ausgebildeter Mittelfleck.

### Raupe
Junge Raupen sind grün gefärbt und sind ausgewachsen an der zusätzlichen, auffälligen, arttypischen rötlichen rautenähnlichen Zeichnung auf dem Rücken eindeutig zuzuordnen.

### Ähnliche Arten
Eupithecia trisignaria zeigt ähnliche Zeichnungselemente wie actaeata, ist jedoch etwas kleiner und an den deutlichen drei dunklen Flecken am Vorderrand zu unterscheiden.
Wie bei vielen Blütenspanner-Arten sollte eine zuverlässige Bestimmung der Falter durch Spezialisten erfolgen, und auch eine genitalmorphologische Analyse ist zur eindeutigen Zuordnung anzuraten. Bei einer ex-larva-Zucht ist wegen der Unverwechselbarkeit der Raupe eine sichere Bestimmung von actaeata möglich.

## Geographische Verbreitung und Vorkommen
Die Art kommt in Mitteleuropa von Dänemark bis Ungarn vor, im Süden auch auf dem
Balkan und in Italien. Die westlichsten Fundorte liegen in Frankreich. Auf den Britischen Inseln fehlt sie. Im Norden besiedelt sie lückenhaft die fennoskandischen Länder bis jenseits des Polarkreises, im Osten ist sie bis Japan verbreitet. In den Alpen steigt sie bis auf  eine Höhe von 1800 Metern. Bevorzugter Lebensraum sind schattige Wälder mit Bestand an Christophskraut (Actaea spicata).

## Lebensweise
Die Falter sind nachtaktiv und erscheinen auch an künstlichen Lichtquellen. Hauptflugzeit sind die Monate Mai bis Juni. Im Süden fliegt eine zweite Generation im Juli und August. Die Raupen leben in erster Linie an den Blättern von  Christophskraut. Die Puppen überwintern.

## Gefährdung
In Deutschland ist Eupithecia actaeata in den einzelnen Bundesländern in sehr unterschiedlicher Anzahl anzutreffen und wird auf der Roten Liste gefährdeter Arten in einigen Regionen als „vom Aussterben bedroht“ geführt.